# Acestrorhynchus falcatus
Acestrorhynchus falcatus — вид риб родини Acestrorhynchidae, типовий вид роду Acestrorhynchus. Його описав Маркус Елієзер Блох у 1794 році, в якості нового виду Salmo.  Мешкає в річках Ориноко і Амазонка в районах Суринаму, Гаяни і Французької Гвіани. Тварина досягає максимальної загальної довжини 30 см та ваги 255 г . 
Acestrorhynchus falcatus харчується рибою.  Цей вид представляє незначний інтерес для промислового рибальства.